# Censor romà
|  | Per a altres significats, vegeu «censor». |

El censor (en llatí, censor) a l'antiga Roma era un magistrat encarregat dels pressupostos i els impostos (i de la moral pública). El càrrec apareix l'any 435 aC per ajudar els cònsols a fer els cens del ciutadans i dels béns (census). El censor ja existia en temps de Servi Tul·li, que va instaurar el càrrec, però al desaparèixer la monarquia romana, els cònsols van assumir aquesta funció.
Cada quatre anys corresponia als cònsols fixar els pressupostos, fer les llistes dels ciutadans i la distribució dels Impostos. L'any 443 aC els Comicis centuriats, a proposta de la noblesa patrícia del seu si, van elegir uns nous magistrats per aquestes funcions, anomenats censors, que exercien el seu càrrec per un màxim de divuit mesos. Hi havia dos censors, un de patrici i un de plebeu. El càrrec devia aparèixer perquè els cònsols per la seva funció de caps de l'exèrcit, marxaven de Roma amb freqüència, i no podien realitzar els censos, que exigien la presència en el lloc.
La Censura es va convertir aviat en una magistratura apetible. El càrrec només estava permès als patricis, però es va obrir als plebeus per les lleis Liciniae-Sextiae (367 aC) i Ovinia (351 aC). El primer censor plebeu va ser Gai Marci Rútil l'any 351 aC. A les funcions pressupostàries, de llistes i distribució d'impostos es va agregar al càrrec de censor, per la Lex Ovinia, el dret de proveir les places vacants al senat i dins l'orde eqüestre, o de revocar els senadors existents, però sempre era necessari per a qualsevol d'aquests actes l'acord dels dos censors. Com que la modificació de la composició del Senat s'establia cada cinc anys, amb motiu del cens, la durada mínima del càrrec era d'un lustre. La llei també va imposar funcions de control de la moral pública, tant dels ciutadans com dels càrrecs públics, cosa que exercien segons el seu propi criteri i no n'havien de donar comptes a ningú.
Els censors tenien una posició molt peculiar pel que fa al rang i la dignitat. No se'ls va atorgar cap imperium i, per tant, no tenien lictors, segons Joan Zonaràs. El seu càrrec els era concedit per una lex centuriata, que sorgia dels Comicis centuriats i no dels Comicis curiats, i oficialment eren per sota dels cònsols i dels pretors, i per sota del magister equitum. Però malgrat això, la censura era considerada, en alguns aspectes, com la més alta dignitat de l'estat, amb l'excepció de la dictadura. Era un ἱερὰ ἀρχή, un sanctus magistratus, un magistrat sagrat, al que es devia la més profunda reverència. Tenien dret a la Sella Curulis, diu Titus Livi, i durant el seu mandat portaven la toga pretexta.
Els censors també dirigien els treballs finançats per l'estat. Entre els anys 310 aC i 309 aC, el censor Appi Claudi Cec va construir un aqüeducte, l'Aqua Appia i una via (la via Àpia). Els censors a més, distribuïen la terra confiscada (ager publicus).
Al principi no hi havia cap llei que impedís que una persona fos elegida censor per una segona vegada. L'única persona que va ser escollida dues vegades per al càrrec va ser Gai Marci Rútil l'any 265 aC, i per aquest fet va rebre el cognomen de Censorinus (Censorí), segons diuen Plutarc i Valeri Màxim. Poc després, a instàncies del mateix Marci Rútil, es va aprovar una llei, la Lex Martia de magistratibus que establia que ningú podia ser escollit censor per segona vegada.
Des del 190 aC es va determinar que el censor devia haver passat abans per les magistratures inferiors, i que entre cada magistratura havia d'existir un termini prefixat d'inacció, el que va fer difícil l'accés al càrrec per a ningú que no procedís de l'aristocràcia, al tenir les magistratures una tradició familiar hereditària. Els censors distribuïen els càrrecs en funció de la riquesa. Així els censors es van convertir en instrument del Senat i de l'aristocràcia. Amb el poder al senat, en la censura i en l'orde eqüestre, l'aristocràcia controlava tots els ressorts del poder.
Sul·la va abolir el càrrec l'any 81 aC que Gneu Pompeu i Marc Licini Cras Dives el van restaurar l'any 70 aC. Juli Cèsar el va tornar a abolir però August el va restaurar, si bé l'emperador seria des de llavors un dels dos censors, i l'altre era generalment un familiar seu. Les funcions, com que l'imperi era molt gran, ja no eren les mateixes, però seguien fent el cens periòdicament (província per província).
Finalment, l'emperador Domicià va abolir la magistratura.